# オスカー・メレンデス
- オスカル・エレーラ

オスカー・ジュニオール・ヘレラ・メレンデス（Oscar Junior Herrera Melendez、1986年9月15日 - ）は、ベネズエラ・カラカス出身のプロ野球選手(投手)。

## 経歴

### プロ入りとメッツ傘下時代
ニューヨーク・メッツと契約を結びプロ入り。
2005年は、傘下ルーキーリーグのベネズエラン・サマーリーグ・メッツで8試合(2試合で先発]登板し、1勝0負、防御率2.08、17奪三振を記録した。
2006年も、前年同様に傘下ルーキーリーグのベネズエラン・サマーリーグ・メッツでプレーした。この年は、12試合(10試合で先発)登板し、4勝0負、防御率3.40、47奪三振を記録した。
2007年も、前年同様に傘下ルーキーリーグのベネズエラン・サマーリーグ・メッツでプレーした。この年は、14試合(6試合で先発)登板し、2勝5負、防御率5.51、37奪三振を記録した。
2008年は、傘下アドバンスルーキーリーグのキングスポート・メッツで開幕を迎えた。この年は、13試合(11試合で先発)登板し、4勝3負、防御率5.94、42奪三振を記録した。
2009年も、前年同様に傘下アドバンスルーキーリーグで開幕を迎えた。この年は、12試合に登板した。

### オリオールズ傘下時代
2012年は、ボルチモア・オリオールズと契約を結んだ。傘下アドバンスAのフレデリック・キーズで開幕を迎えた。この年は、13試合に登板し、1勝0負、防御率7.00、12奪三振を記録した。11月には、第3回WBC予選のコロンビア代表に選出された。